# Trimerotropis schaefferi
Trimerotropis schaefferi är en insektsart som beskrevs av Andrew Nelson Caudell 1904. Trimerotropis schaefferi ingår i släktet Trimerotropis och familjen gräshoppor. Inga underarter finns listade i Catalogue of Life.